# Halbtrockenrasen im Gewann Fuchs
Halbtrockenrasen im Gewann Fuchs ist ein Naturschutzgebiet mit der Schutzgebietsnummer 1203 im Landkreis Heilbronn in Baden-Württemberg.  

## Lage und Beschreibung
Das Naturschutzgebiet liegt rund einen Kilometer nördlich von Jagsthausen beim Ortsteil Leuterstal. Es entstand durch Verordnung des Regierungspräsidiums Stuttgart vom 23. September 1994. Es gehört zum Naturraum 126-Kocher-Jagst-Ebenen innerhalb der naturräumlichen Haupteinheit 12-Neckar- und Tauber-Gäuplatten. 

## Schutzzweck
Wesentlicher Schutzzweck ist nach der Schutzgebietsverordnung der Erhalt und die Sicherung eines für den Landkreis Heilbronn sehr seltenen Halbtrockenrasens als Lebensraum für eine Vielzahl wärmeliebender Tier- und Pflanzenarten, darunter zahlreiche Schmetterlinge und ein bemerkenswertes Vorkommen der Küchenschelle, das dem Gebiet besondere wissenschaftliche Bedeutung verleiht. Weiterer Schutzzweck ist der Erhalt des reizvollen Landschaftsbildes.